# Landser (gruppo musicale)
I Landser sono stati un gruppo musicale hard rock neo-nazi tedesco formatisi a Berlino nel 1991.
La band, che è ufficialmente fuorilegge in Germania, era chiamata precedentemente Endlösung (soluzione finale) ed è stata fondata dai membri del gruppo neo-nazi Die Vandalen - Ariogermanische Kampfgemeinschaft (I Vandali - Associazione di Combattimento ariogermanica), fondata nel 1982. Hanno fatto un solo concerto aperto al pubblico, indossando le maschere, ma hanno suonato in molti locali di Berlino.

## Azioni legali
Nel dicembre 2003 tre membri dei Landser sono stati giudicati colpevoli di "aver formato un'organizzazione criminale", in virtù delle leggi che regolano la pubblicazione di materiale che diffama i caduti alla seconda guerra mondiale, o che incita alla discriminazione razziale, che in Germania, e in altre nazioni, è un crimine. Due membri della band hanno subito alcune restrizioni delle loro libertà, mentre il leader della band, Michael "Lunikoff" Regener è stato condannato alla prigione, facendo della band la prima a essere dichiarata illegale in Germania. Il 10 marzo 2005 la corte d'appello della Germania (Corte Federale Tedesca di Giustizia) ha respinto il ricorso in appello di Regener e confermatola sua condanna.
Regener produceva ancora CD mentre aspettava l'esito del suo appello. Dopo lo scioglimento forzato dei Landser, Regener aveva intrapreso una nuova strada con i vecchi membri, fondando nel 2003 una nuova band, chiamata Die Lunikoff Verschwörung. Finora hanno prodotto molti CD, comprendenti Die Rückkehr des Unbegreiflichen, Amalek Vol. 1 & 2 del 2004, e Niemals auf Knien nel 2005. I testi di questi cd sono stati controllati dalle autorità federali tedesche per vedere se sono punibili secondo la legge tedesca.
Il 21 ottobre 2006, centinaia di militanti neo-nazisti hanno lanciato una protesta davanti alla prigione dove era detenuto Michael Regener, richiedendo il suo rilascio.

## Produzione
I Landser hanno registrato la loro musica in Germania, ma hanno la produzione dei loro CD all'estero, principalmente negli Stati Uniti, Canada ed Europa orientale. La musica è distribuita online da alcuni venditori underground ed è presente nelle reti peer to peer; è possibile inoltre comprarla da alcune etichette discografiche degli Stati Uniti e in alcune nazioni europee dove tale musica è legale (Europa orientale e Regno Unito).

## Temi musicali
Il loro primo album è stato intitolato Das Reich kommt wieder (Il Reich verrà di nuovo). Altri album dei Landser sono Ran an den Feind (Prendi i nemici), dove la titletrack, --un remake RAC della marcia militare tedesca del 1940 "Bomben auf England"—incita al bombardamento di Israele. Altre canzoni inneggiano uno dei bracci destri di Adolf Hitler, Rudolf Hess, e, in Opa war Sturmführer (Mio nonno era uno Sturmführer), fa un tributo al nonno che era un ufficiale nazista delle SS.
La loro musica è contro i neri ("Afrika-Lied/Afrika für Affen", "La canzone dell'Africa/Africa per le scimmie"), i turchi ("Wieder mal kein Tor für Türkiyemspor" "nessun goal per la Türkiyemspor", una squadra di calcio di Berlino-est fondata da immigrati turchi), polacchi ("Polackentango"), e comunisti ("10 kleine Kommieschweine", "10 maialini comunisti"). Nelle loro canzoni inneggiano alla violenza verso i succitati gruppi, ma anche verso gli extracomunitari in generale, i pedofili, gli omosessuali e gli Ebrei.

## Formazione
- Sören Br. - voce (1991-1992)
- Michael Regener - voce, chitarra (1992-2001)
- Andreas L. - basso (1992)
- André M. - basso (1993-2001)
- Horst Sch. - batteria (1992-1996)
- Christian W. - batteria (1996-2001)

## Discografia

### Demo
- 1992 – Das Reich kommt wieder

### Album in studio
- 1995 – Republik der Strolche
- 1998 – Deutsche Wut – Rock gegen Oben
- 2000 – Ran an den Feind

### Raccolte
- 2001 – Best of Landser
- 2002 – The Early Years
- 2002 - Tanzorchester Immervoll ... jetzt erst recht
- 2003 - Rock Gegen ZOG .... Hepp, Hepp ... und noch Einmal
- 2016 - Best of Landser Vol. 2

### Singoli
- 2010 - Fridericus Rex/Müller, Meyer, Icke

### Collaborazioni
- 2001 – Amalek (compilation con Stahlgewitter e Hauptkampflinie)